# شعله رضازاده
شعله رضازاده (زادهٔ  حدود ۱۹۸۹ (۳۵–۳۶ سال)) نویسنده، شاعر اهل ایران است. وی از سال ۲۰۱۲ میلادی تاکنون مشغول فعالیت بوده است. او یک نویسنده و شاعر ایرانی‌تبار اهل هلند است که اشعار و نثرهای خود را به دو زبان هلندی و فارسی نوشته است.

## تحصیلات و دوران کودکی
شعله رضازاده در سال ۱۹۸۹ یا ۱۹۹۰ در تبریز ، ایران متولد شده است.

## حرفه  کاری
در سال ۲۰۱۵، رضازاده به‌خاطر یک رابطه عاشقانه، از ایران به کشور هلند مهاجرت کرد و خیلی سریع شروع به یادگیری زبان هلندی نمود.
او اشعار و نثرهای خود را به دو زبان هلندی و فارسی نوشته و می‌نویسد.
در سال ۲۰۲۱، او اولین رمان خود به زبان هلندی، با عنوان «آسمان همیشه بنفش است» را در این کشور منتشر کرد. این رمان نخستین، تجربه‌های یک مهاجر جوان ایرانی را روایت می‌کند که پدرش به تریاک اعتیاد دارد و در تلاش است تا با زندگی در هلند سازگار شود. رمان دوم او با عنوان «کوهی که انتظارم را می‌کشد» در سال ۲۰۲۳ منتشر شد. علاوه بر این، رضازاده به عنوان ستون‌نویس روزنامهٔ هلندی Het Financieele Dagblad نیز فعالیت دارد. 

## جوایز  و افتخارات
شعله رضازاده موفق به دریافت چندین جوایز شده است: جایزه نویسندگی آگورا لترا (۲۰۱۸) برای نثر؛ جایزه ادبی ال‌هزره سال (۲۰۱۹) برای شعر؛ و جایزه نخستین اثر از «جامعه ادبیات هلند» سال (۲۰۲۲) که قبلاً با نام جایزه لوسی بی. و سی. دبلیو. فان در هوخت‌پریس شناخته می‌شد، شده است.